# Catocala meridionalis
Catocala meridionalis är en fjärilsart som beskrevs av Arnold Spuler 1907. Catocala meridionalis ingår i släktet Catocala och familjen nattflyn. Inga underarter finns listade i Catalogue of Life.